# Frostbite Engine
Frostbite DX Engine er en spilmotor, til first-person shooters udviklet af Digital Illusions (DICE), skaberne af Battlefield serien. Den første version af motoren, Frostbite 1.0, var designet kun til spilkonsollerne Xbox 360 og PlayStation 3. Dog siden Frostbite 1.5, har motoren også haft support til Microsoft Windows.
DICE har benyttet begge udgaver af deres motorer til deres selvudviklede spil, Battlefield: Bad Company, Battlefield 1943 og Battlefield: Bad Company 2. Frostbite 1.5, bliver også benyttet som komponent til multiplayer delen i Medal of Honor hvilket DICE udviklede (singleplayer delen blev udviklet af et andet EA firma, der benyttede Unreal Engine 3).

## Versioner

### Frostbite 1.0
Frostbite debuterede i 2008 ved Battlefield: Bad Companys udgivelse. Motoren benytter HDR lyde, der definer forskellige typer af lyde og lydenes højde, og er lavet til at afspille de vigtigste lyde også selvom der er meget og højt baggrundstøj (f.eks. våbenlyde er altid højere end radiomussiken; spillet vil automatisk reducere radioens lydniveau når en spiller skyder med deres våben), og Destruction 1.0, hvilket tillader spillere at ødelægge adskillige objekter, f.eks. mursten. 

### Frostbite 1.5
Frostbite 1.5 debuterede med Battlefield 1943 udgivelse i 2009. Blandt forandringerne var bedre destruktioner med Descruction 2.0, hvilket tillader spillere at ødelægge hele bygninger i stedet for blot væggene. I 2010, udgav DICE spillet Battlefield: Bad Company 2 hvor man benyttede Frostbite 1.5, hvilket blev det første spil der bragte Frostbite motoren på Windows platformen. Medal of Honor benytter også 1.5 i deres multiplayer del af spillet, dog med begrænsede destruktive muligheder.

### Frostbite 2.0
Frostbite 2.0 debuterede samtidig med Battlefield 3's udgivelse. Motoren tager fuldt benyttelse af DirectX 11 API'et og 64-bit processorer, men yder ingen support til DirectX 9 (og derfor heller ikke Windows XP).
Ved SIGGRAPH 2010, DICE fremviste forskellige præsentationer omkring nye teknologier i deres renderings-teknologi:
- "Tile-based deferred shading acceleration" via DirectCompute.[3] Dette vil blive ported til Playstation 3'ens SPUer.
- Morphological Antialiasing (MLAA), igen implementeret med DirectCompute. MLAA er kun tilgængelig i få PlayStation 3 titler som f.eks. God of War 3. DICE ønsker at bringe denne MLAA til DirectX11 grafikkort.
- Quasi-realtime radiosity.[4]
- Forbedrede destruktioner.[5]

### Frostbite 3.0
Frostbite 3 er den nyeste generation af Frostbite engine, og driver Battlefield 4. Af forbedringer kan bl.a. nævnes implementeringen af Destruction 4.0, som er en forbedring af Frostbite 2.0's destruktioner.

## Spil der benytter Frostbite
| Titel                                  | År                                                             | Motor version | Genre                | Platform(e)                                                        | DirectX 9.0c | DirectX 10 | DirectX 11 |
| -------------------------------------- | -------------------------------------------------------------- | ------------- | -------------------- | ------------------------------------------------------------------ | ------------ | ---------- | ---------- |
| Battlefield: Bad Company               | 23. juni 2008 26. juni 2008                                    | 1.0           | First-person shooter | Xbox 360, PlayStation 3                                            | Ja           | Nej        | Nej        |
| Battlefield 1943                       | Xbox Live Arcade 8. juli 2009 PlayStation Network 9. juli 2009 | 1.5           | First-person shooter | Xbox 360, PlayStation 3                                            | Ja           | Nej        | Nej        |
| Battlefield: Bad Company 2             | 2. marts 2010 5. marts 2010                                    | 1.5           | First-person shooter | Xbox 360, PlayStation 3, Microsoft Windows                         | Ja           | Ja         | Ja         |
| Medal of Honor (kun multiplayer delen) | 12. oktober 2010 14. oktober 2010                              | 1.5           | First-person shooter | Xbox 360, PlayStation 3, Microsoft Windows                         | Ja           | Ja         | Ja         |
| Battlefield: Bad Company 2: Vietnam    | 18. december 2010                                              | 1.5           | First-person shooter | Xbox 360, PlayStation 3, Microsoft Windows                         | Ja           | Ja         | Ja         |
| Battlefield 3                          | 25. oktober 2011                                               | 2.0           | First-person shooter | Xbox 360, PlayStation 3, Microsoft Windows, Wii U.                 | Nej          | Ja         | Ja         |
| Need for Speed: The Run                | 15. november 2011                                              | 2.0           | Racerspil            | Xbox 360, PlayStation 3, Microsoft Windows                         | Nej          | Ja         | Ja         |
| Medal of Honor: Warfighter             | 25. oktober 2012                                               | 2.0           | First-person shooter | Microsoft Windows, PlayStation 3, Xbox 360                         | Nej          | Ja         | Ja         |
| Command & Conquer: Generals 2          | 2013                                                           | 2.0           | Real-time strategy   | Microsoft Windows                                                  | Nej          | Ja         | Ja         |
| Battlefield 4                          | 29 Oktober 2013                                                | 3.0           | First-person shooter | Microsoft Windows, PlayStation 3, Xbox 360,PlayStation 4, Xbox one | Nej          | ?          | Ja         |

## Eksterne links
- Frostbite Renderings Arkitektur
- DICE Publications Arkiveret 17. maj 2011 hos  Wayback Machine